# William Tecumseh Sherman
William Tecumseh Sherman (8 tháng 2 năm 1820 – 14 tháng 2 năm 1891), là một tướng của quân đội Liên bang miền Bắc thời Nội chiến Hoa Kỳ. Tuy nổi tiếng tài giỏi về chỉ huy chiến thuật, ông cũng bị chỉ trích vì đã sử dụng chiến thuật tiêu thổ tàn bạo theo đường hướng chiến tranh toàn diện đối với địch quân. Nhà sử học Basil Liddell Hart cho rằng Sherman là "tướng lĩnh đầu tiên của nền quân sự hiện đại" .
Sherman chỉ huy dưới quyền của tướng Ulysses S. Grant từ năm 1862 đến năm 1863, tham gia cuộc chiến tại Vicksburg ở sông Mississippi và sau đó đánh bại quân Liên minh miền Nam tại tiểu bang Tennessee. Năm 1864 Sherman lên thay tướng Grant chỉ huy Mặt trận miền Tây; kéo quân đến đánh đuổi quân miền Nam khỏi Atlanta - chiến thắng này giúp Abraham Lincoln thắng cử Tổng thống lần thứ hai. Tiếp đó, Sherman kéo quân cắt ngang tiểu bang Georgia và khi ông chiến thắng tại Nam Carolina quân miền Nam hoàn toàn tan vỡ. Sherman chấp nhận cuộc đầu hàng của quân đội miền Nam tại Bắc Carolina, Nam Carolina, Georgia và Florida năm 1865.
Sau Nội chiến, Sherman nhậm chức Tổng chỉ huy quân đội Hoa Kỳ từ năm 1869 đến 1883. Ông chỉ huy quân đội trong Chiến tranh da đỏ tại miền viễn tây. Sherman luôn tránh hoạt động chính trị. Năm 1875 ông xuất bản hồi ký, một trong những ký sự nổi tiếng về Nội chiến Hoa Kỳ.

## Giai đoạn đầu cuộc đời
Sherman sinh năm 1820 tại Lancaster, Ohio gần sông Hocking. Cha ông là một luật sư thành đạt và là thẩm phán Tóa án Tối cao Ohio, đặt cho ông tên Tecumseh lấy từ tên tù trưởng nổi tiếng Tecumseh của bộ lạc Shawnee. Bạn bè thường dùng tên này gọi tắt là "Cump" . Lúc Sherman mới 9 tuổi thì cha chết không để lại tài sản gì, mẹ ông phải nhờ bạn hàng xóm là Thomas Ewing nuôi Sherman. Thomas Ewing là Thượng nghị sĩ thuộc Đảng Whig và là Bộ trưởng Nội vụ Hoa Kỳ . Sherman khi được gia đình nuôi cho rửa tội, được đặt tên thánh William, nhưng ông ít đi nhà thờ và cũng ít dùng tên này trong giao thiệp riêng tư.
Sherman là một trong 11 anh em, trong đó có Charles Taylor Sherman là chánh án liên bang, John Sherman là Thượng nghị sĩ, bộ trưởng Hoa Kỳ, Hoyt Sherman là chủ ngân hàng. Anh em trong gia đình nuôi có hai người về sau đều là Thiếu tướng quân đội Liên bang miền Bắc: Hugh Boyle Ewing, sau này là đại sứ, và Thomas Ewing, Jr. là luật sư tham gia trong cuộc xử án âm mưu ám sát Tổng thống Abraham Lincoln.

### Quân huấn và Phục vụ

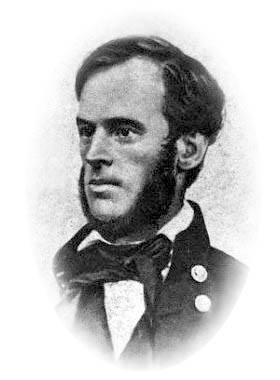
William T. Sherman thời thanh niên trong quân phục

Khi Sherman lên 16, cha nuôi cho theo học Trường Võ bị West Point . Tại đây ông ở chung phòng với George H. Thomas (sau này cũng là Thiếu tướng quân miền Bắc). Sherman tuy học giỏi xuất sắc nhưng hay bị trừ điểm vì tật bê bối và coi thường nghi thức. Bạn cùng lớp thiếu sinh quân là William Rosecrans (sau này cũng là Thiếu tướng quân miền Bắc) tả ông là "một trong những tên thông minh và có nhiều bạn trong lớp", "mắt sáng, tóc đỏ, luôn luôn sẵn sàng pha trò đủ kiểu" .
Đối với Sherman, ông chỉ viết trong hồi ký rất vắn tắt về thời gian thiếu sinh quân của mình:
Khi tốt nghiệp năm 1840, Sherman nhập ngũ với chức thiếu úy trong Sư đoàn 3 Pháo binh và tham gia chiến tranh Seminole thứ nhì tại Florida. Sau đó được cử đến các đơn vị tại Georgia và Nam Carolina. Là con nuôi của chính khách gộc, Sherman đi lại thân thiết với giai cấp thượng lưu trong vùng .
Trong khi các bạn cùng lớp của ông chiến đấu trong chiến tranh Hoa Kỳ-Mexico, Sherman làm sĩ quan văn phòng tại lãnh thổ California chiếm được của Mexico. Ông cùng bạn là Edward Ord đến tỉnh Yerba Buena và hai ngày sau tỉnh này được đổi tên là San Francisco. Năm 1849, Sherman hộ tống Thống đốc Richard Barnes Mason đến tham quan các dấu tích có vàng tại California, mở đầu cuộc đổ xô tìm vàng tại vùng này. Sherman được phong hàm đại úy, nhưng vì thiếu kinh nghiệm chiến trường làm ông ngại và buộc phải nhượng chức. Sherman là một trong số rất ít tướng lãnh thời Nội chiến Hoa Kỳ không tham gia chiến tranh tại Mexico.

### Hôn nhân và Sự nghiệp thương mại
Năm 1850, Sherman cưới con gái của cha nuôi là Eleanor Boyle ("Ellen") Ewing, sanh được 8 người con, tất cả đều theo đạo Công giáo. Một người con trai của Sherman làm ông thất vọng đau đớn vì đã trở thành tu sĩ dòng Tên năm 1879.
Sherman xin giải ngũ năm 1853 về quản lý một ngân hàng tại San Francisco, trong lúc xứ này đang lâm vào tình trạng khủng hoảng. Trong thời đoạn này, ông bị đắm tàu hai lần, phải đu theo gầm tàu lật úp trôi vào Golden Gate Ông thường bị hen suyễn vì căng thẳng trong công ăn việc làm giữa chốn thương mại cắt cổ thời bấy giờ . Sau này, ông nhắc lại quãng đời lúc ấy: "Tôi có thể đảm đương một trăm ngàn lính trong trận chiến, và chiếm Thành phố Mặt trời, nhưng tôi lại sợ cai quản một lô đất trong cái bãi sình San Francisco."
Năm 1856, Sherman nhận hàm Thiếu tướng dân quân trong đội dân quân của California. Năm 1857, ngân hàng của ông thất bại, Sherman về làm luật sư tại Leavenworth, Kansas, nhưng cũng không thành công.

### Giám đốc Đại học
Năm 1859 Sherman được D. C. Buell đề cử chức giám đốc đại học Giáo dục Quân sự tiểu bang Louisiana tại Pineville, Louisiana . Ông làm việc hăng say và rất được mến mộ .
Khi nghe tin bang Nam Carolina ly khai chính phủ liên bang, Sherman viết thư cho bạn thân là giáo sư David F. Boyd ở Virginia, lúc bấy giờ ông này đang ủng hộ cuộc ly khai. Trong thư có đoạn phỏng đoán chính xác những năm nội chiến sắp đến:
Tháng 1 năm 1861 chính phủ miền Nam cử Sherman ra nhận hàng binh của đồn lính thuộc Liên bang miền Bắc tại Baton Rouge, Louisiana. Ông lập tức từ chức giám đốc đại học Louisiana và chạy lên miền Bắc, sau khi tuyên bố với Tổng đốc Louisiana: "Không thể nào mà tôi lại làm hay nghĩ chuyện chống đối lại Hoa Kỳ" . Ông làm giám đốc hãng xe lửa St. Louis Railroad trong vài tháng thì được triệu hồi về Washington, D.C..

## Nội chiến Hoa Kỳ

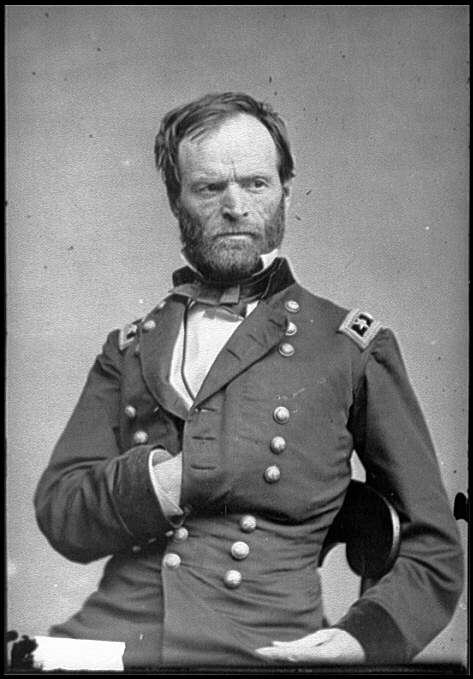
Tướng William T. Sherman. Do Mathew Brady chụp, khoảng năm 1864

### Nhậm chức chỉ huy quân chính quy
Sherman được trao chức đại tá quân chính quy và chỉ huy trung đoàn 13 bộ binh ngày 14 tháng 5 năm 1861. Trong trận Bull Run thứ nhất ngày 21 tháng 7 1861, ông là một trong số ít sĩ quan nổi bật, bị đạn bắn trầy vai và chân. Quân miền Bắc thua to, Sherman mất tin tưởng vào khả năng chỉ huy quân tình nguyện của mình. Nhưng ngày 2 tháng 8 tổng thống Lincoln thăng chức cho ông lên chuẩn tướng quân tính nguyện (công hiệu ngày 17 tháng 5), cao hơn chức của Ulysses S. Grant lúc bấy giờ (Grant sau này là sếp của Sherman) . Sherman được trao chỉ huy Phân bộ quân Cumberland tại Louisville, Kentucky.

### Căng thẳng tâm thần và Trận Shiloh
Trong thời gian tại Louisville, Sherman bỗng nhiên trở nên bi quan về tình thế chiến cuộc. Vì ông hay than phiền về Washington, D.C. về các thiếu thốn và ước tính quá lố về lực lượng miền Nam, báo chí miền Bắc cho rằng Sherman bị "điên" . Sherman được Don Carlos Buell đến thay thế và ông bị chuyển về St. Louis, Missouri. Tại đây ông bị căng thẳng thần kinh trầm trọng và phải tạm thời giải ngũ. Vợ Sherman gửi thư hỏi ý kiến của anh ông là Thượng nghị sĩ John Sherman, than van về "chứng bệnh điên cuồng buồn nản trong gia đình các ông" . Sherman sau đó nhanh chóng hồi phục và lên trình diện tướng chỉ huy Phân bộ quân Missouri Henry W. Halleck. Halleck lúc này vừa thắng lớn tại Trận đồn Henry nhưng đang nghi ngại về tùy tướng của mình là chuẩn tướng Ulysses S. Grant. Halleck dự định cho Sherman làm chỉ huy cánh quân của Grant nhưng Sherman từ chối, xin được làm tùy tướng dưới tay Grant, mặc dù biết Grant thấp chức hơn mình. Từ Paducah, Kentucky Sherman viết thư cho Grant: "Xin ra lệnh cho tôi. Tôi lo cho ông vì tôi biết quân miền Nam đang có nhiều thuận lợi, tập trung lực lượng theo đường sông và đường rầy, nhưng tôi tin tưởng ở ông." .
Sau khi Grant được thăng hàm lên Thiếu tướng chỉ huy đội quân của hạt West Tennessee, Sherman thay ông chỉ huy đội quân hạt Cairo. Ngày 1 tháng 3 năm 1862, Sherman được cử chỉ huy Sư đoàn 5 bộ binh thuộc Binh đoàn West Tennessee của Grant. Tại trận Shiloh, sáng ngày 6 tháng 4 năm 1862, quân Liên minh miền Nam bất thình lình ồ ạt tấn công doanh trại của quân Liên bang miền Bắc. Trước đó Sherman không tin báo cáo tình báo về lực lượng miền Nam do Albert Sidney Johnston chỉ huy đang rời Corinth kéo về trợ chiến. Ông không tăng cường tuyến phòng thủ, không cảnh giác quân sĩ, ngại rằng người ta lại nói ông điên và nói quá về lực lượng đối phương.
Mặc dù bị đánh bất ngờ, Sherman chỉ huy quân đội giữ vững hàng ngũ chiến đấu, vừa đánh vừa lùi, không để bị hỗn loạn. Tối đó, Sherman đến lều chỉ huy thấy Grant ngồi hút xì-gà dưới gốc cây xồi. Tự dưng ông có cảm giác không nên nhắc đến chữ "rút lui". Sherman nói: "Này, Grant, hôm nay mình gặp ngày của quỷ sứ phải không?". Grant dụi tắt diếu xì-gà và chậm rãi trả lời: "Ừ. Nhưng mai ta quét tan tụi nó..."  Ngày hôm sau, quân miền Bắc phản công mãnh liệt, Sherman là một trong những chỉ huy tiên phong nổi bật, bị bắn trúng tay và vai, ông cưỡi ba con ngựa lần lượt bị bắn gục. Sau khi được khen ngợi, Sherman được thăng thiếu tướng quân tình nguyện ngày 1 tháng 5 năm 1862.

### Vicksburg và Chattanooga

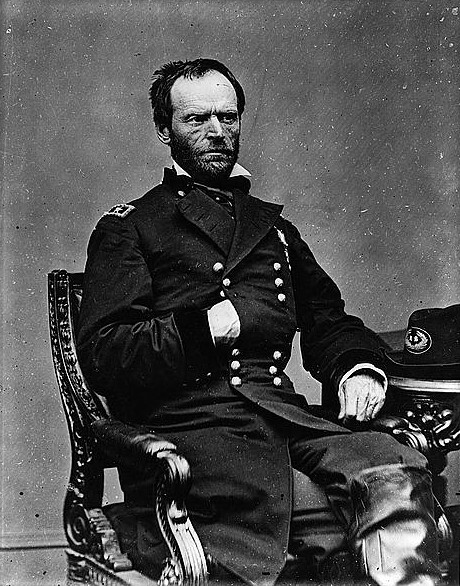
William T Sherman

Sherman trở thành tướng tin cẩn của Grant trong hai năm hành quân với nhau. Sau trận Shiloh, Grant bị Halleck dè bỉu lên cấp trên vì tội để mất nhiều binh lính. Ông chán nản muốn bỏ cuộc từ chức nhưng Sherman khuyên ông nên tiếp tục binh nghiệp, đưa kinh nghiệm của chính mình: "Trước trận Shiloh, tôi chỉ là một thằng bị báo chí cho là hèn hạ, điên rồ, nhưng chỉ đánh một trận mà đổi đời, giờ tôi có quyền cao chức trọng" và "một chuyển biến tốt nào đó sẽ tạo điều kiện cho ông và trả lại địa vị chính đáng cho ông"  Cả hai sau đó thăng tiến trong binh nghiệp. Sherman thời hậu chiến nói rằng: "Grant đứng bên tôi khi tôi bị khùng và Tôi đứng bên ông ta khi ông ta xỉn và ngày nay cả hai luôn sát cánh đứng bên nhau." 
Trong năm 1862-1863 Sherman thắng lẫn bại trong nhiều trận. Tháng 12 1862, ông bị quân miền Nam đánh tan tại Trận Chickasaw Bayou phía bắc Vicksburg, Mississippi. sau đó, quân của ông phối hợp với quân của John A. McClernand chiến thắng tại trận Arkansas Post, đánh lạc hướng quân địch cho trận Vicksburg. Mùa xuân năm 1863, khi nhận lệnh cho chiến dịch Vicksburg, Sherman hơi e ngại về chiến lược khác thường của Grant nhưng vẫn tiến hành theo lệnh của chỉ huy. Ngày 4 tháng 7 năm 1863 Grant chiếm được Vicksburg và Sherman được khen thưởng, đồng hóa quân hàm từ thiếu tướng quân tình nguyện sang Chuẩn tướng quân chính quy.
Trong chiến dịch Chattanooga vào tháng 11, Sherman chỉ huy Binh đoàn sông Tennessee kéo đến tấn công Billy Goat Hill, một cứ điểm phía bắc Missionary Ridge. Nhưng đến nơi thì mới thấy địa thế rất hiểm nghèo. Quân của ông bị sư đoàn tinh nhuệ miền Nam do Patrick Cleburne chỉ huy đẩy lui tại Tunnel Hill. Trong khi đó George Henry Thomas kéo quân đánh trung tâm chiến tuyến của quân miền Nam với mục đính đánh lạc hướng thì lại chiến thắng.

### Georgia
Tuy thành tích của Sherman gồm thắng bại lẫn lộn, ông vẫn được Grant tin tưởng. Khi Grant được kêu về chỉ huy Mặt trận miền Đông, Sherman được ông đề cử chỉ huy Mặt trận miền Tây. Ngày Grant nhận chỉ huy Binh đoàn Potomac, Sherman viết thư chúc mừng có đoạn: "nếu ông quất được Lee và tôi kéo quân ra đến được bờ biển Đại Tây Dương, tôi nghĩ Cậu Abe già sẽ phát cho hai đứa mình 20 ngày phép về thăm tụi nhóc ở nhà".
William Tecumseh Sherman dẫn đại quân tấn công Georgia, gồm 60.000 quân thuộc Binh đoàn Cumberland của George Henry Thomas, 25.000 thuộc Binh đoàn sông Tennessee của James B. McPherson, và 13.000 thuộc Binh đoàn Ohio của John M. Schofield.. Trong vùng núi hiểm trở, Sherman mở chiến dịch cầm cự lâu dài với Binh đoàn Tennessee của tướng Liên minh miền Nam Joseph E. Johnston, chỉ đánh một trận duy nhất và thua to tại trận Kennesaw Mountain. Tướng miền Nam John Bell Hood nổi tiếng táo bạo đước cử đến thay Johnston, và kêu gọi thử thách Sherman kéo ra đánh trên đất trống.
Sherman chiếm được Atlanta ngày 2 tháng 9 năm 1864 và nổi danh như cồn tại miến Bắc. Chiến thắng này tạo ảnh hưởng tốt cuộc tranh cử tổng thống thứ hai của Abraham Lincoln - khi đó đang bị lép vế George B. McClellan của Đảng Dân chủ. Nhờ công trạng đúng thời điểm này, Sherman được thăng thiếu tướng.
Sau khi đuổi hết dân ra khỏi thành phố Atlanta, Sherman ra lệnh cho quân sĩ đốt phá tan tành các dinh thự của chính quyền miền Nam, khởi đầu thái độ tàn phá của quân đội mình.

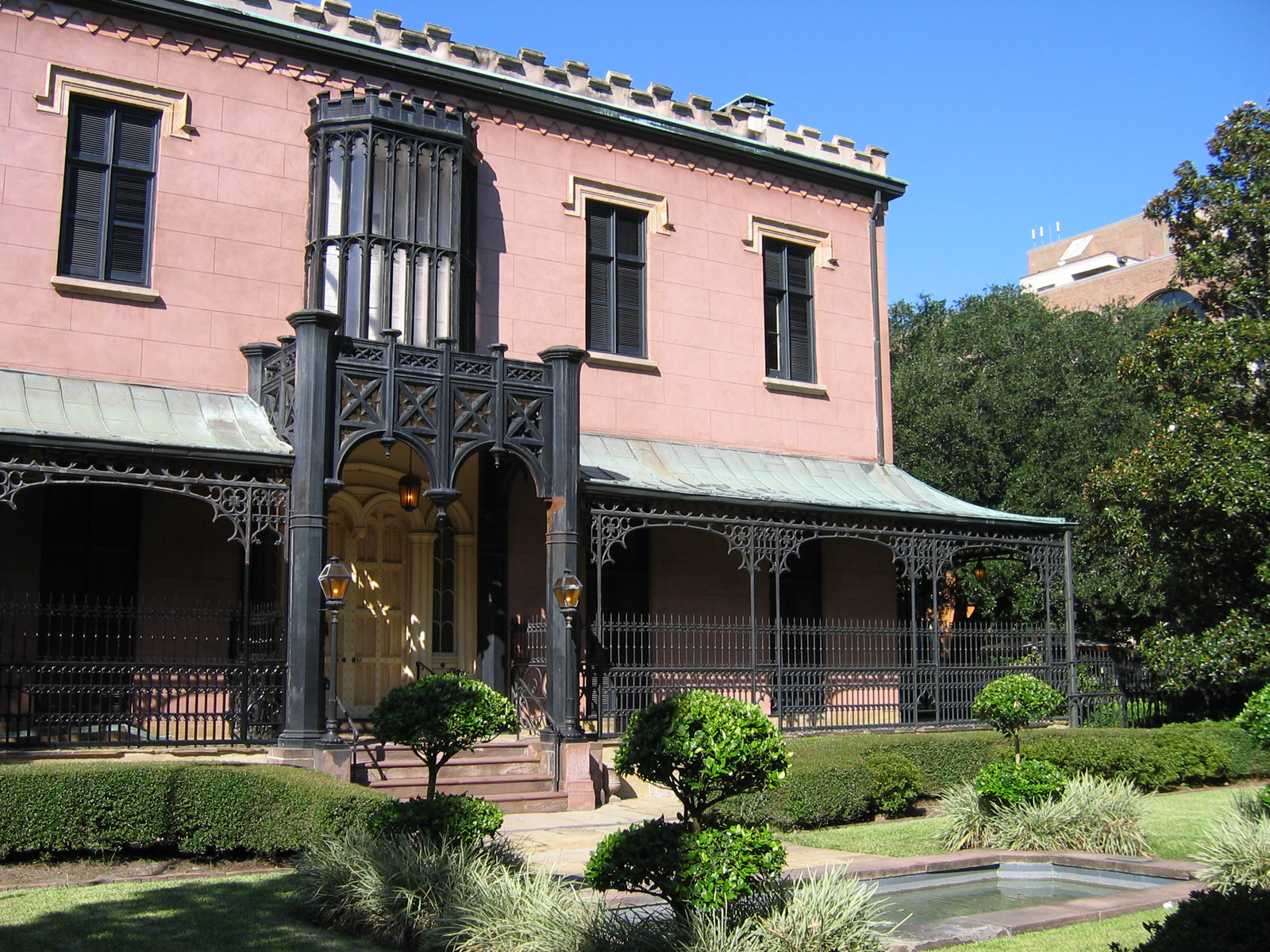
Tòa nhà Green-Meldrim, Sherman nghỉ tại đây sau khi chiếm được Savannah năm 1864

Đốt sạch Atlanta xong, Sherman kéo quân về phía nam, tuyên bố ông sẽ "làm Georgia gào thét". Lúc đầu Sherman khinh thường lực lượng của tướng Hood, nhưng sau đó phải hấp tấp kéo đến chặn đánh. Sherman đem 62.000 quân ra cảng Savannah, Georgia, vừa hành quân vừa càn quét, cướp bóc, tàn phá - gây thiệt ước lượng khoảng 100 triệu đô-la. Sherman gọi chiến lược đốt phá này là "chiến tranh cứng" (ngày nay gọi là chiến tranh toàn diện). Cuộc hành quân ra biển tàn khốc này kết thúc sau chiến thắng tại Savannah ngày 22 tháng 12 năm 1864. Sherman gửi điện tín cho Lincoln dâng thành phố Savannah làm quà Giáng sinh.
Chiến công của Sherman được báo chí miền Bắc ca ngợi rùm beng trong khi Grant đang gặp khó khăn cầm cự với Robert E. Lee. Quốc hội Hoa Kỳ ra chỉ thị phong cho Sherman lên Trung tướng ngang hàng Grant với mục đích ngầm là để sau đó cho Sherman thay thế Grant làm tổng chỉ huy quân đội Hoa Kỳ. Sherman viết thư cho anh là Thượng nghị sĩ John Sherman và cho Grant, từ chối không nhận phong.

### Chiến dịch cuối cùng ở Nam Bắc Carolina

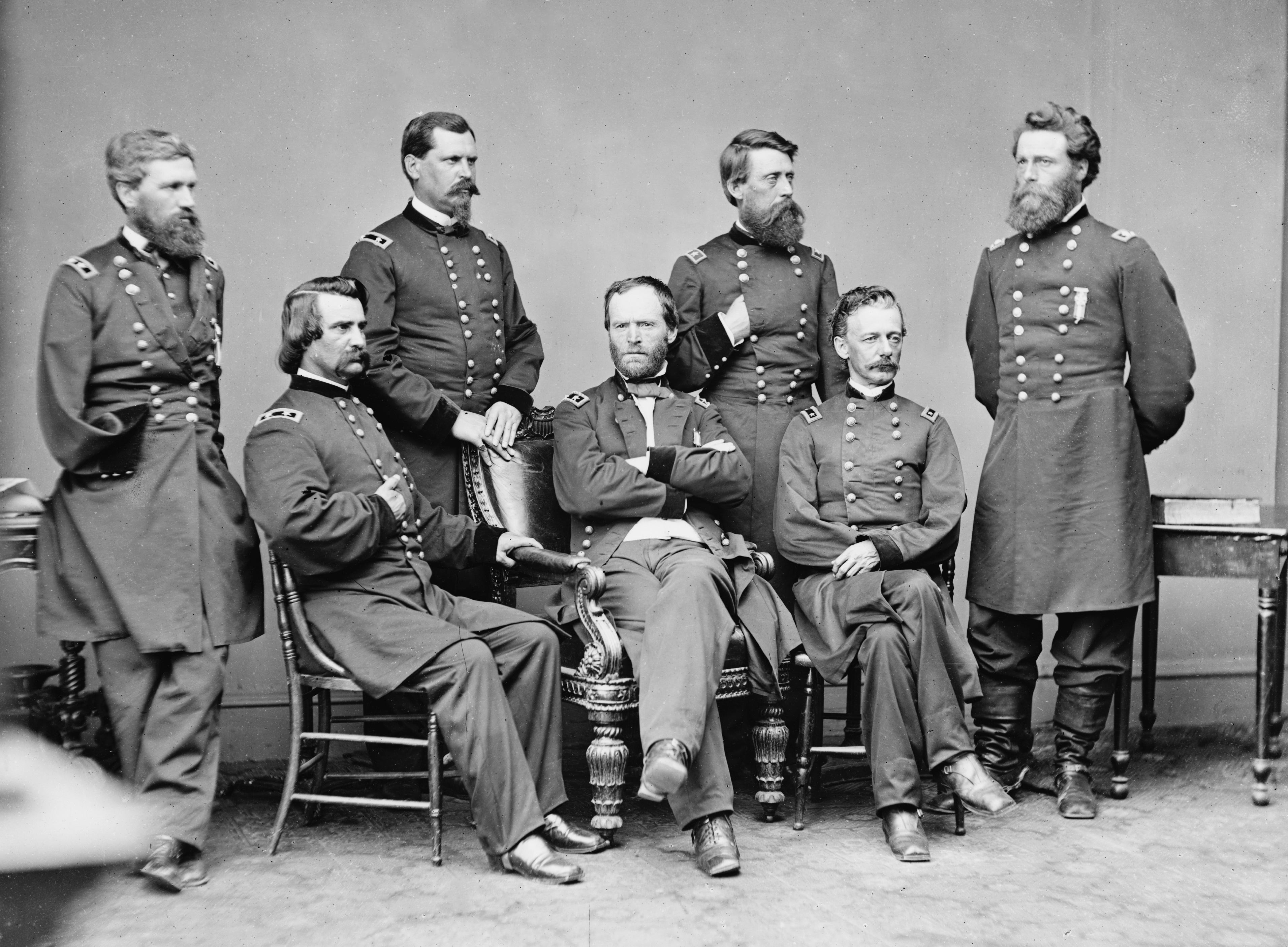
Tướng Sherman và ban chỉ huy tham mưu, hình do Mathew Brady chụp

Mùa xuân năm 1865, Grant ra lệnh cho Sherman kéo về phối hợp đánh Lee. Nhưng Sherman không nghe, đề nghị Grant cho phép ông kéo lên phía bắc, đánh thẳng vào hai tiểu bang Bắc và Nam Carolina, phá hủy nhu liệu quân sự của miền Nam như ông đã làm tại Georgia. Sherman đặc biệt muốn phá nát tiểu bang Nam Carolina là tiểu bang đầu tiên đòi ly khai, khởi sự của cuộc nội chiến. Một khi Nam Carolina mất, tinh thần chiến đấu của quân Liên minh miền nam sẽ phải tan. Khi quân Liên bang miền Bắc tràn vào, chỉ gặp kháng cự yếu ớt của quân miền nam do Joseph E. Johnston chỉ huy. Nghe tin quân miền Bắc dùng đường lót cây tiến vào khu lầy lội thuộc sông Salkehatchie với vận tốc 12 dặm một ngày, Johnston than rằng "xưa nay không có quân đội nào hành quân như thế này từ thời Julius Caesar."
Sherman chiếm được thủ phủ Columbia, Nam Carolina ngày 17 tháng 2 năm 1865. Chỉ qua một đêm, trung tâm thủ đô này bị đốt ra tro. Có giả thuyết cho rằng quân miền Bắc cố tình đốt phá, giả thuyết khác thì cho là tai nạn sơ ý, hoặc là do quân miền Nam dùng chiến thuật tiêu thổ, đốt bông gòn trên đường rút lui để trả thù. Dân da đỏ Lumbee dẫn đường cho Sherman kéo qua sông Lumber trong mưa dầm và tấn công Bắc Carolina. Theo Sherman đây là cuộc hành quân lầy lội nhất của ông. Từ đó, quân của Sherman thôi không đốt phá tàn sản của thường dân nữa.
Sau khi đánh bại Johnston tại trận Bentonville, Sherman gặp Johnston tại Bennett Place thuộc Durham, Bắc Carolina để bàn thảo việc quân miền Nam xin đầu hàng. Shernam không hỏi cấp trên, tự động nhượng bộ nhiều điều kiện do Johnston và tổng thống miền Nam Jefferson Davis đưa ra. Washington, D.C. lập tức bác bỏ các điều kiện này, tạo căng thẳng giữa Sherman và Bộ trưởng Chiến tranh Edwin M. Stanton. Cuộc giằng co này kéo dài cho đến khi Johnston không tuân lệnh chỉ huy, đem quân ra đầu hàng dưới hình thức quân sự ngày 26 tháng 4 năm 1865, trao hết quân đội miền Nam tại Bắc và Nam Carolina, Georgia, and Florida cho miền Bắc.

### Giải phóng nô lệ

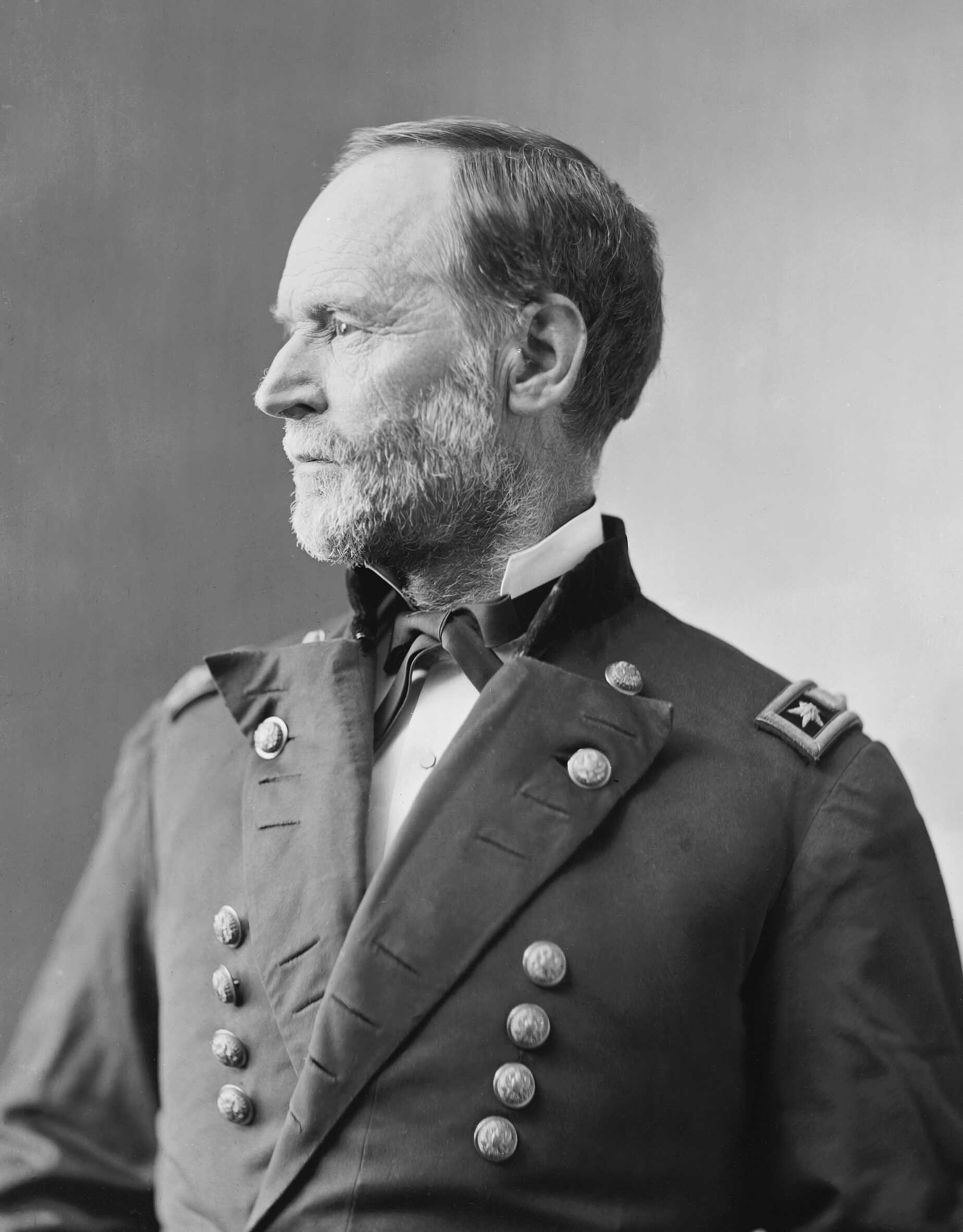
Chân dung William Tecumseh Sherman do Mathew Brady chụp

Mặc dù ông chỉ trích chế độ sở hữu nô lệ, Sherman ban đầu không ủng hộ chính sách giải tán hoàn toàn thể chế nô lệ. Giống như những người cùng thời, ông cũng không công nhận quyền bình đẳng cho dân da đen . Nhưng trong cuộc chiến năm 1864 - 1865, quân miền bắc do Sherman chỉ huy giải phóng nhiều nô lệ, và ông được những người này chào đón, ca tụng, tôn sùng ông là "Moses tái thế" hay "Aaron tái thế" . Sau đó những nô lệ mới được trả tự do này lại đi theo giúp rất nhiều việc hữu ích cho quân của Sherman. Ông cảm kích những người này, và trở thành tiên phong đòi an sinh cho họ.
Ngày 12 tháng 1 năm 1864 Sherman dẫn 20 người da đen đến gặp Bộ trưởng Chiến tranh Stanton tại Savannah. Sau khi Sherman ra về, tu sĩ đạo Baptist Garrison Frazier ra thông báo về cảm nghĩ trong cộng đồng da đen:
| “                 | Chúng ta hãy nhìn tướng Sherman, trước khi ông ta đến đây, là một người, theo Ý Trời, được đặc trách để hoàn thành công việc này, và chúng ta đồng tâm nhớ ơn ông ta vô cùng, nhìn thấy trong ông ta một con người đáng được vinh danh trong thực thi một công tác chính đáng. Nhiều người trong chúng ta kêu gọi ông giúp đỡ ngay từ khi ông vừa đặt chân đến đây, và rất có thể ông ta chào Bộ trưởng Stanton không lịch sự hơn khi ông ta chào chúng ta. Thái độ và phong cách của ông đối với chúng ta chứng tỏ ông là một người bạn và là một người đàng hoàng. | ” |
| — Giáo sĩ Frazier | |   |

Bốn ngày sau, Sherman ra Chỉ thị số 15 cho phép 40.000 nô lệ mới được trả tự do và dân tỵ nạn da đen được làm ăn sinh sống tại các vùng đất tịch thu từ các địa chủ da trắng tại Nam Carolina, Georgia, and Florida. Chuẩn tướng Rufus Saxton, người rất hăng say ủng hộ chính sách giải thể nô lệ và là viên sĩ quan chiêu mộ lính da đen trước đó, được cử ra tiến hành chỉ thị này. Những chỉ thị này tạo căn bản cho dân da đen đòi hỏi chính phủ Liên bang cung cấp "40 mẫu đất và một con lừa" cho mỗi gia đình nô lệ. Nhưng sau đó, chỉ thị này bị tổng thống Andrew Johnson bác bỏ và lấy đất trả lại cho địa chủ da trắng khi trước.

## Chiến lược gia
Thành tích chỉ huy cấp chiến thuật của tướng Sherman không toàn hảo nhưng ông để lại ấn tượng về khả năng điều hành chiến dịch và tổ chức hậu cần. Nhà sử gia quân sự người Anh Basil Liddell Hart liệt Sherman vào hạng tướng giỏi điều binh ngang hàng với Scipio Africanus, Belisarius, Napoléon, T. E. Lawrence, và Erwin Rommel. Nổi bật nhất là cách điều binh uyển chuyển đánh lừa đối phương trong cuộc tấn công quân của Johnston trong chiến cuộc vùng Atlanta (maneuver warfare: vận động chiến; hay indirect approach: đánh thọc sườn hay tập hậu, tránh trực diện). Sherman còn dùng chiến lược kỵ binh bọc giáp với tốc độ hành quân thần tốc, kiểu mẫu sau này được Heinz Guderian sử dụng trong cuộc tấn công Blitzkrieg vào Pháp và Rommel trong các cuộc chiến xe tăng tại Bắc Phi.
Sherman cũng là người phát huy chiến tranh tổng lực, tuy được tướng Grant và tổng thống Lincoln đồng ý, nhưng lại gây dư luận xôn xao lúc bấy giờ. Sherman thường bào chữa là ông chỉ nghe theo lệnh của chỉ huy Grant và cố gắng làm hết lòng để đạt mục tiêu quân sự mà cấp trên ban xuống.

### Chiến tranh tổng lực

Tranh bảng gỗ 1868 do Alexander Hay Ritchie khắc, Cuộc hành quân ra Biển

Sherman và Grant nhận thức được rằng để mang lại chiến thắng, quân miền Bắc cần phải tiêu diệt mọi mặt - quân lực, kinh tế và tinh thần - của quân miền Nam. Sherman tin rằng quân miền Bắc phải tiến hành cuộc chiến xâm lăng toàn diện, sử dụng chiến lược tiêu thổ để phá tan chỗ dựa kinh tế của miền Nam.
Do đó Sherman cho binh lính mở cuộc tàn phá tài sản ruộng đất của thường dân và tiêu hủy hạ tầng cơ sở của địa phương trong cuộc hành quân càn quét qua hai tiểu bang Georgia và Nam Carolina. Mặc dù có quân lệnh cấm cướp bóc nhưng nhiều sử gia bất đồng ý kiến về tác phong và kỷ luật của đội quân này . Khả năng hành quân và tàn phá của quân Sherman rất kinh khiếp. Binh lính sau khi phá đường ray xe lửa, đem thanh ray sắt quấn vào gốc cây gọi là "khăn quàng cổ của Sherman". Nhiều người miền Nam vẫn còn căm hận những "tội ác chiến tranh" do quân đội của Sherman gây ra.

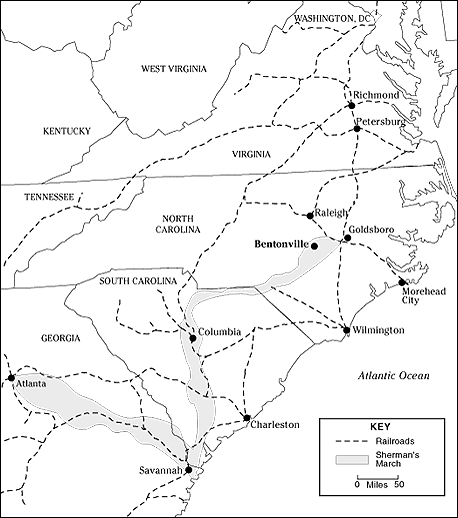
Bản đồ tiến quân của Sherman từ Atlanta đến Goldsboro

Tổn thất do quân Sherman gây ra hầu hết là tàn phá của cải và bất động sản, rất ít người bị chết trong cuộc đốt phá này.. Mục đích chính là sử dụng rồi hủy hoại lương thực, phá nát hạ tầng cơ sở để làm nhụt tinh thần chiến đấu của địch quân. Thiếu tá Henry Hitchcock ghi nhận: "sử dụng rồi tiêu hủy lương thực tiếp tế của hàng ngàn người là một điều khủng khiếp", nhưng nếu nhờ đó mà "làm cho anh tê bại không chiến đấu được... thì cũng là chuyện làm phước vậy" .
Quân miền Bắc ra sức đốt phá nhiều nhất tại Nam Carolina, hơn hẳn cuộc tàn phá tại Georgia và Bắc Carolina, vì họ cho rằng Nam Carolina là tiểu bang đầu não vụ ly khai, đã khởi xướng cuộc phân tranh. Việc thiêu rụi thành phố Columbia là một tang chứng khủng khiếp của cuộc hành quân tàn bạo của Sherrman. Nhưng sử gia James M. McPherson cho rằng quân miền Nam ít nhiều cũng góp phần vào cuộc đốt phá này:
| “                    | nghiên cứu đầy đủ và trung lập nhất về tang chứng này đổ tội tất cả các phe phái, không ít thì nhiều - ngay cả chỉ huy của miền Nam đã có tội là rút lui không trật tự, để lại cả đống bông gòn trên các đường lộ trong thành phố (có vài cái đã bị đốt cháy), đồng thời một số lượng lớn rượu cũng bị đốt... Sherman không cố tình đốt Columbia, và đã cùng những người lính miền Bắc cố gắng suốt đêm dập tắt các đám cháy trong thành phố | ” |
| — James M. McPherson | |   |

### Nhận xét ngày nay về hành động của Sherman
Sau khi chiếm được Atlanta năm 1864, Sherman ra lệnh di tản dân chúng ra khỏi thành phố. Hội đồng thành phố đến năn nỉ ông bãi lệnh lấy cớ là sẽ gây đau khổ khó khăn cho người già, đàn bà và trẻ em địa phương. Sherman gửi thư trả lời, đại ý nêu lên chủ đích của ông là tạo hòa bình lâu dài, và hòa bình chỉ có thể đến ngày nào quân đội Liên bang miền Bắc toàn thắng, và ông sẽ không ngưng nghỉ hay thay đổi kế hoạch cho đến ngày chiến thắng:
Nhà bình luận văn học Edmund Wilson khi nhận xét về cuốn Hồi ký của Sherman thấy có phần hơi rùng rợn là sự "thèm khát công cụ chiến tranh" ngày càng tăng trong cuộc chinh phạt miền Nam. Cựu Bộ trưởng Quốc phòng Hoa Kỳ Robert McNamara thường nhắc đến cụm từ Chiến tranh lúc nào cũng tàn nhẫn, các ông không thể làm đẹp chiến tranh trong sách Wilson's Ghost  và trong cuộc phỏng vấn cho phim The Fog of War. Một số phê bình gia chỉ trích Sherman là ông có khuynh hướng độc tài và là người đã tạo gương xấu cho những cuộc càn quét thường dân tàn bạo trong các cuộc đại chiến của thế kỉ 20.
Mặt khác, nếu ta so sánh chiến lược tiêu thổ của Sherman và những cuộc đốt phá của Quân đội Hoàng gia Anh trong chiến tranh vùng Boer thứ nhì (1899-1902), một cuộc chiến trong đó kế hoạch làm tan vỡ hậu cứ của địch quân thường gây tang thương cho thường dân, thì có lẽ Sherman có cân nhắc hơn là quân Anh. Những học giả hâm mộ Sherman như Victor Davis Hanson, Basil Liddell Hart, Lloyd Lewis, and John F. Marszalek cho rằng cách hành quân của ông rất hiện đại, có hiệu quả và có chủ trương lý tưởng.

## Thời hậu chiến

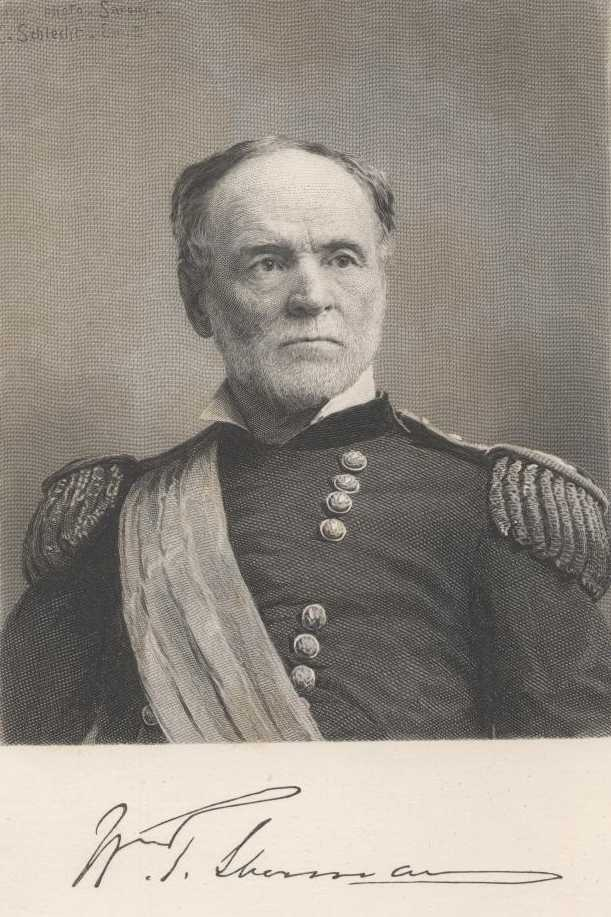
Hình họa chân dung trong bản phát hành thứ nhì của cuốn Hồi ký Sherman, 1889

Tháng 5 năm 1865, sau khi các đội quân chủ lực của miền Nam đầu hàng, Sherman viết trong thư riêng:
Ngày 26 tháng 7 năm 1866, Quốc hội Hoa Kỳ thăng hàm Thống tướng Lục quân cho Grant và phong Sherman lên Trung tướng. Khi Grant thắng cử tổng thống Hoa Kỳ năm 1869, Sherman được lên chức Tổng chỉ huy quân đội Hoa Kỳ và giữ hàm Thống tướng Lục quân. Ông cũng từng làm Bộ trưởng Chiến tranh một thời gian khi John A. Rawlins mất. Để tránh những khó khăn dồn dập trong chính trường, Sherman quyết định dời phòng tham mưu về St. Louis, Missouri. Ông có công thành lập trường đào tạo sĩ quan chỉ huy tại Fort Leavenworth.

Quân hàm Thống tướng Lục quân của Sherman vào năm 1869-1872

Nhiệm vụ chính yếu trong thời Sherman thống lĩnh quân đội Hoa Kỳ là bảo vệ tuyến đường xe lửa không cho dân da đỏ quấy phá. Trong chiến tranh với dân da đỏ, ông cũng dùng chiến thuật tiêu thổ tán phá ruộng nương lương thực của các bộ lạc, khiến họ không đủ khả năng phục hồi và phải chịu thất trận. Sherman ra lệnh cho quân sĩ tiêu diệt các bầy bò rừng, một nguồn thực phẩm quan trọng của người da đỏ ở đồng bằng. Tuy ông dập tan các bộ lạc chống đối, Sherman lại là người lên tiếng chỉ trích những bọn quan quyền nhà nước sau đó đối đãi tệ bạc với người da đỏ trong các vùng tập trung.

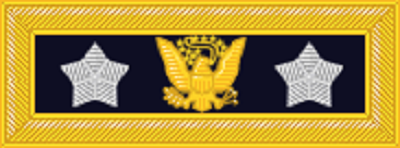
Quân hàm Thống tướng Lục quân của Sherman vào năm 1872-1884

Năm 1875 Sherman xuất bản hồi ký dài 2 tập. Theo bình luận gia Edmund Wilson, Sherman là một người:
| “ | có khiếu và điêu luyện về cách diễn tả và, theo lời Mark Twain, là người thuật chuyện giỏi bậc thầy. [Trong cuốn Hồi ký của ông] phần liệt kê những chuẩn bị cho chiến cuộc, thái độ dụng binh được viết một cách uyển chuyển, vừa phải và sống động đủ để phù hợp với những đoạn văn chấm phá và những kinh nghiệm bản thân. Người đọc thấy mình như đang sống trong những chiến cuộc của ông [...] sánh vai với Sherman trong trận chiến. Ông kể lại những suy nghĩ và cảm tưởng của mình, và không bao giờ tỏ thái độ kiêu ngạo hay bịa ra những cảm tưởng mà tự ông không thấy. | ” |

Ngày 19 tháng 7 năm 1879, Sherman đọc bài luận "Chiến tranh là Địa ngục" cho lớp sinh viên ra trường tại Trường Võ bị Michigan, với hơn 10.000 thính giả: "Nhiều thanh niên có mặt ngày hôm nay nhìn chiến tranh như vinh hạnh, nhưng, các cậu ơi, chiến tranh hoàn toàn là Địa ngục." 
Ngày 1 tháng 11 năm 1883 Sherman từ chức chỉ huy và về hưu ngày 8 tháng 2 năm 1884. Ông sống quãng đời còn lại tại New York. Ông thích xem kịch tuồng sân khấu và là họa sĩ không chuyên nghiệp. Ông được mời nói chuyện tại nhiều buổi họp mặt, tiệc tùng của mọi giới chức, và trong các cuộc đàm thoại ông đặc biệt thường trích các vở kịch của Shakespeare.
 Sherman được nhiều người đề nghị ra ứng cử tổng thống năm 1884 nhưng ông khăng khăng chối từ, nói rằng "Nếu bị kêu đi lính, tôi sẽ không chạy; nếu được đề cử, tôi sẽ không nhận; và nếu thắng cử, tôi sẽ không phục vụ chức ấy đâu."  Ngày nay những ai từ chối quyền ra ứng cử mãnh liệt như thế thì hay bị gọi là "từ chối theo kiểu của Sherman".

## Chết và ảnh hưởng sau này

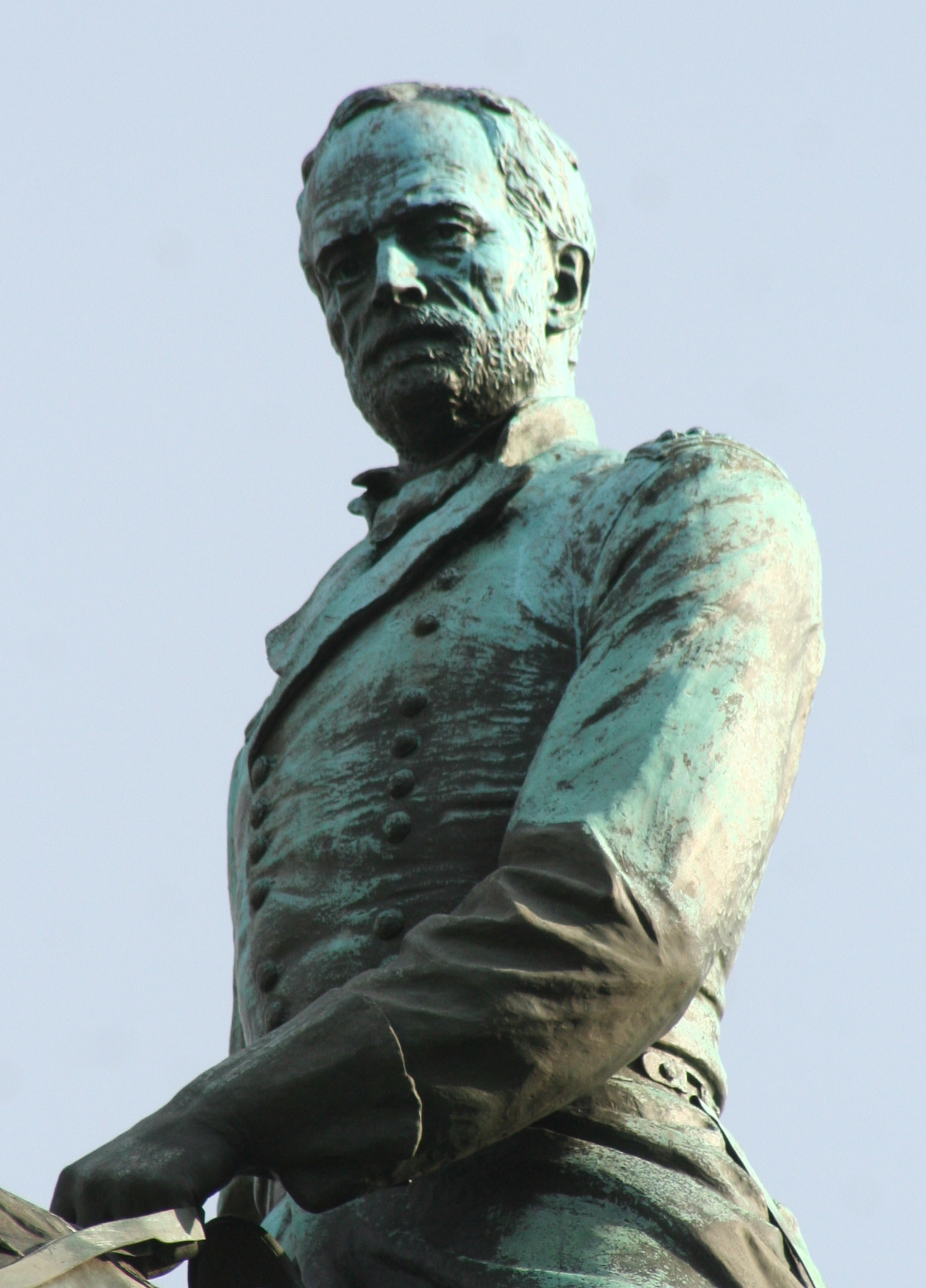
Tượng William T. Sherman tại Washington, D.C.

Sherman qua đời tại New York ngày 19 tháng 2 năm 1891. Thi hài ông được đưa về St. Louis và con trai ông là cha xứ nhà thờ Thomas Ewing Sherman cử hàng tang lễ. Tướng miền Nam Joseph E. Johnston thời Nội chiến từng là người đương đầu với Sherman, hôm đó là một trong những người vinh dự khiêng linh cữu. Trời ngày hôm đó rất lạnh, có người ngại cho Johnston tuổi đã già, khuyên Johnston nên đội mũ vào. Johnston từ chối, nói rằng nếu Johnston và Sherman thay chỗ cho nhau, Sherman cũng sẽ bỏ mũ xuống, mặc cho trời lạnh. Vì thế mà ngày sau Johnston bị cảm lạnh và một tháng sau chết vì sưng phổi. Mộ của Sherman nằm trong nghĩa trang Kỵ binh Bellefontaine ở St. Louis.
Tượng William T. Sherman trên lưng ngựa do Augustus Saint-Gaudens điêu khắc được dựng lên tại Công viên Trung tâm ở New York, và tượng khác do Carl Rohl-Smith làm tại Công viên Tổng thống ở thủ đô Washington, D.C..
Tên của vị tướng thời Nội chiến được đặt cho loạt xe tăng quân đội Hoa Kỳ thời Chiến tranh thế giới thứ hai, M4 Sherman.

## Biên soạn
Danh sách tài liệu tiếng Anh gồm thư từ, báo cáo và hồi ký do tướng Sherman viết:
- General Sherman's Official Account of His Great March to Georgia and the Carolinas, from His Departure from Chattanooga to the Surrender of General Joseph E. Johnston and Confederate Forces under His Command (1865)
- Memoirs of General William T. Sherman, Written by Himself (1875)
- Reports of Inspection Made in the Summer of 1877 by Generals t. H. Sheridan and W. T. Sherman of Country North of the Union Pacific Railroad (đồng tác giả, 1878)
- The Sherman Letters: Correspondence between General and Senator Sherman from 1837 to 1891 (sau khi mất, 1894)
- Home Letters of General Sherman (sau khi mất, 1909)
- General W. T. Sherman as College President: A Collection of Letters, Documents, and Other Material, Chiefly from Private Sources, Relating to the Life and Activities of General William Tecumseh Sherman, to the Early Years of Louisiana State University, and the Stirring Conditions Existing in the South on the Eve of the Civil War (sau khi mất, 1912)
- The William Tecumseh Sherman Family Letters (sau khi mất, 1967)
- Sherman at War (sau khi mất, 1992)
- Sherman's Civil War: Selected Correspondence of William T. Sherman, 1860 – 1865 (sau khi mất, 1999)